# Mondelēz International
Mondelēz International je americká potravinářská společnost se sídlem v Deerfieldu ve státě Illinois, která se specializuje především na značkové produkty v oblasti občerstvení, cukrovinek a pečených výrobků; prodává své produkty ve 160 zemích světa.
Na českém a slovenském trhu patří mezi její klíčové značky čokolády Milka a Figaro, sušenky Opavia, Milka, BeBe Dobré ráno, Kolonáda a bonbony Halls. V České republice společnost provozuje továrny v Opavě, Lovosicích a Mariánských Lázních. Na Slovensku má továrnu v Bratislavě. Ve dvou obchodních jednotkách, čtyřech továrnách a bratislavském centru sdílených služeb zaměstnává téměř 2,5 tisíce lidí.
Ukrajinská Národní agentura pro prevenci korupce (Національне агентство з питань запобігання корупції) zařadila společnost Mondelēz International mezi sponzory války na Ukrajině.

## Historie
Společnost navazuje na tradici společnosti založené v Chicagu v roce 1903 Jamesem Lewisem Kraftem jako Kraft Foods; po rozdělení své potravinářské části v Severní Americe v roce 2012 změnila jméno na Mondelēz International. Toto jméno je nově vytvořeným výrazem, který má vyvolávat představu lahodného světa plného radostných okamžiků („Monde“ pochází z francouzského slova pro „svět“ a „delēz“ je slovní hříčkou pro slovo „lahodný“).
V České republice začala společnost Mondelēz International pod novým názvem fungovat 29. dubna 2013.

## Historie českých továren

### Továrna v Opavě
Historie továrny v Opavě se datuje od roku 1840, kdy opavský soukeník Kašpar Melhior Baltasar Fiedor a jeho žena Amálie, rozená Salingerová, založili firmu Fiedor vyrábějící cukrové oplatky. Od roku 1901 se původní malovýroba přesunula do průmyslového objektu na opavské Olomoucké ulici.
Po vypuknutí první světové války měla továrna šedesát zaměstnanců, kteří vyráběli dortové oplatky, sušenky, suchary, perníčky a čajové pečivo pro celé Rakousko-Uhersko, Slezsko a Halič. V roce 1945 byl podnik na základě Benešových dekretů znárodněn a potomci původních zakladatelů pekařské tradice z rodiny Fiedorů vysídleni do Německa.
Od roku 1947 vznikal postupným spojováním znárodněných českých a moravských továren na trvanlivé pečivo, cukrovinky a čokoládu státní podnik Čokoládovny Praha, jehož součástí se stala i opavská továrna.
V roce 1991 byl státní podnik Čokoládovny přeměněn na akciovou společnost, o rok později byl privatizován. Novým majitelem se stalo společné konsorcium francouzské společnosti Danone a švýcarské firmy Nestlé. V roce 1997 se továrna přestěhovala do zcela nového výrobního areálu v Opavě – Vávrovicích.
V roce 1999 došlo k rozdělení Čokoládoven na dvě části. Nestlé Čokoládovny se specializovaly na výrobu čokoládových cukrovinek, zatímco Danone Čokoládovny si ponechaly výrobu trvanlivého pečiva. V roce 2001 se změnil název společnosti Danone Čokoládovny na Opavia – LU, která spadala do celosvětové sítě LU a stala se největším výrobcem trvanlivého pečiva ve střední a východní Evropě.
V roce 2007 se Opavia – LU stala součástí Kraft Foods. Od rozdělení Kraft Foods na dvě samostatné společnosti, ke kterému došlo v roce 2012, pak továrna v Opavě spadá pod společnost Mondelēz International.
V letech 2014 a 2018 společnost investovala do továrny v Opavě více než 4 miliardy korun. V areálu stávající továrny vznikla zcela nová výrobní hala a investice putovaly i do jejího původního provozu. Továrna se tak stala největším a zároveň nejmodernějším místem výroby sušenek společnosti Mondelēz International v Evropě. Závod exportuje do více než 20 evropských zemí i za hranice Evropské unie.
Tradiční a dříve používaný název továrny „Opavia“ se dnes již řadu let používá výhradně jako takzvaná zastřešující značka, pod kterou spadá řada dalších značek z portfolia plněných a suchých sušenek, formovaných oplatek a plněných oplatek, známých na českém a slovenském trhu. Například jde o Zlaté, Kolonáda, Fidorka, BeBe Dobré ráno a další. Produkty s logem Opavia se vyrábějí ve všech třech českých továrnách společnosti Mondelēz International: na nejmodernějších linkách ve výrobních závodech v Opavě a v Lovosicích, a tradiční výrobou s velkým podílem ruční práce v Mariánských Lázních. Většina produkce oplatek a sušenek s logem Opavia pochází z České republiky, část je vyráběna také v zahraničních továrnách.

### Továrna v Lovosicích
Továrna v Lovosicích je druhým největším výrobním závodem společnosti Mondelēz International v České republice.
Potravinářskou výrobu zde založil August Tschinkel v roce 1806. Zaměřil se přitom na výrobu cikorky. Na Lovosicku byla totiž úrodná pole pro cukrovou řepu, čekanku a mrkev, ze kterých se cikorka vyráběla. Samotnou továrnu v Lovosicích ale postavili až Tschinkelovi synové v roce 1854. Zajímavostí je, že původně byla poháněna parou, i to, že už roce 1925 měl podnik celkem 600 zaměstnanců a výrobky byly exportovány do Francie, Anglie, Holandska, Belgie, Itálie, na Balkán, do Egypta a Palestiny, Severní i Jižní Ameriky, a dokonce i do Austrálie. Později továrna vyráběla kandované produkty. Od padesátých let dvacátého století se soustředila na trvanlivé pečivo.
Původní název továrny „Deli“ je odvozen ze slova „Delikatesse“´, tedy „jemná chuť“ a pochází z 30. let minulého století.
Společnosti Mondelēz International patří závod v Lovosicích od roku 2007.

### Továrna v Mariánských Lázních
Továrna v Mariánských Lázních patří mezi nejmenší továrny společnosti Mondelēz International v Evropě. Vyrábí se zde mariánskolázeňské oplatky, tradiční produkt spjatý s městem Mariánské Lázně.
Předchůdcem lázeňských oplatek byly hostie, malé oplatky používané v křesťanské tradici. Hostie se vyráběly na otevřeném ohni v kovových kleštích zvaných oplatečnice. Obdobné oplatečnice se později začaly používat i pro pečení kulatých oplatek. Byly zdobeny reliéfy, letopočty nebo jménem výrobce oplatek. Embosovaný povrch se pro mariánskolázeňské oplatky používá dodnes.
Ve velkém začal kulaté oplatky v Mariánských Lázních péct v roce 1856 Karel Reitenberger, synovec zakladatele Mariánských Lázní. Podle legendy byly přitom poprvé upečeny v premonstrátském klášteře v Teplé.
Od roku 1949 je továrna umístěna nedaleko historického centra Mariánských Lázní v prostorách bývalé výletní kavárny Viktoria. Výroba se sice v průběhu let částečně automatizovala, stále však přetrvává tradiční manuální způsob.
Mariánskolázeňské oplatky na sobě nesou značku Kolonáda. Ta vznikla v roce 1974 a nyní spadá do širokého portfolia značek společnosti Mondelēz International, a také pod zastřešující značku Opavia. U kulatých lázeňských oplatek je jedničkou na trhu.

## Historie továrny na Slovensku

### Továrna v Bratislavě
Čokoládová továrna v Bratislavě byla založena v roce 1896 jako pobočka německé firmy Stollwerck. V podniku „Cisárskokráľovskej rakúsko-uhorskej dvornej továrne na čokoládu bratov Stollwerckových“ se původně vyráběly především laciné cukrovinky určené pro nejširší vrstvy obyvatel. Po roce 1948 se továrna stala součástí celoslovenského podniku „Slovenské závody na čokoládu, cukrovinky a ovocné výrobky“. Od roku 1958 byl bratislavský závod sloučený se závody Figaro v Trnavě a Piešťanech a přejmenovaný na Figaro. V roce 1963 se továrna stala součástí kolosu Československé čokoládovny, který sdružoval všechny československé cukrovinkářské továrny. Po sametové revoluci vznikla v roce 1992 v rámci privatizace akciová společnost Figaro, ve které 67 % akcií získal Jacobs Suchard, který se v roku 1993 spojil s Kraft General Foods Europe. Z něj pak v roce 2012 vznikla společnost Mondelēz International.
Továrna se orientuje na výrobu čokoládové hmoty a čokoládového likéru, a zároveň i na produkci čokoládových specialit, především pralinek, tyčinek a tabulkových čokolád. Je také přímým zpracovatelem kakaových bobů.

## Kritika

### Aktivity v Rusku během Rusko-Ukrajinské války
Po ruské invazi na Ukrajinu dne 24. února 2022 mnoho mezinárodních společností deklarovalo omezí nebo ukončení podnikání v Ruské federaci. Mondelez veřejně prohlásil, že „omezil všechny vedlejší aktivity“ a zastavil nové investice v zemi. K 12. březnu 2022 však byla společnost Mondelez International uvedena v online tabulce profesora Jeffrey Sonnenfelda  Univerzity v Yale mezi menšinou euroamerických společností, které pokračují v podnikání v Rusku, kde generuje 3,5 % ročního příjmu (přibližně 1 miliarda $). 25. května 2023 prohlásila ukrajinská Národní agentura pro prevenci korupce (NACP) společnost Mondelez International za mezinárodního sponzora války s tím, že v roce 2022 dokonce ztrojnásobila zisk na ruském trhu. To vedlo k bojkotu ze strany spotřebitelů a společností v severských zemích a také od fotbalových asociací Dánska, Norsko a Švédsko. Proti těmto aktivitám protestovali také někteří zaměstnanci Mondelez ve východní Evropě. Podobné kritice čelily další významné západní společnosti Unilever, Nestlé, WeWork a Philip Morris.

### Zneužívání dominantního postavení
V květnu 2024 udělila firmě pokutu ve výši téměř 340 milionů eur Evropská komise poté, co měla společnost porušit pravidla hospodářské soutěže na území Evropské unie. Konkrétně měla firma zneužívat své dominantní postavení na trhu, díky němuž se snažila bránit obchodu zboží mezi členskými zeměmi.

## Značky a výrobky
Vybrané výrobky:
- Milka
- Opavia
- Oreo
- Toblerone
- TUC
- Côte d'Or
- Halls
- Cadbury
- Figaro[23]
- Kolonáda
- BeBe[23]
- Fidorka[23]
- Brumík[23]
- 3Bit[23]
- Siesta[23]
- Tatranky[23]
- Miňonky[23]